# 前京県
前京県（ぜんきょう-けん）は中華人民共和国上海市にかつて存在した県。現在の金山区南東部に相当する。
南北朝時代、梁朝により設置された。隋代に廃止された。管轄区域は宋代に海中に没している。